# تابلو
تابلو (بالإنجليزية: Tablo)‏ (و. 1980  م) هو مغني، وملحن، وشاعر، وممثل، وكاتب أغاني، ومنتج أسطوانات كندي، ولد في سول.

## التعليم
تعلم في جامعة ستانفورد.

## وصلات خارجية
- تابلو على موقع IMDb (الإنجليزية)
- تابلو على موقع ميوزك برينز (الإنجليزية)
- تابلو على موقع أول موفي (الإنجليزية)
- تابلو على موقع ديسكوغز (الإنجليزية)
- تابلو على موقع قاعدة بيانات الفيلم (الإنجليزية)
- تابلو على موقع كينوبويسك (الروسية)